# Milestone/SORA〜この声が届くまで〜
「milestone/SORA〜この声が届くまで〜」（マイルストーン/ソラ このこえがとどくまで）は、DEEPの3枚目のシングル。

## 概要
前作の「Echo〜優しい声〜」から5カ月後のシングル。両A面シングルはCOLOR時代を含めて本作が初である。

## 収録曲
CD
1. milestone
  - 作詞：菜穂、作曲・編曲：h-wonder
  - 角川映画配給映画『ロストクライム -閃光-』主題歌
2. SORA〜この声が届くまで〜
  - 作詞：RYO / Seiji Omote、作曲：Seiji Omote、編曲：阿部尚徳
  - COLOR時代のアルバム『WHITE 〜Lovers on canvas〜』収録曲のセルフカバー
  - 毎日放送・TBS系ドラマ『いぬのおまわりさん〜ママは産むよ!ガンとの壮絶な戦い。夫婦の245日 涙と笑顔の記録〜』主題歌。PVにはおかもとまりが出演している。
3. milestone (Instrumental)
4. SORA〜この声が届くまで〜 (Instrumental)

DVD
1. milestone (Video Clip)
2. 青い鳥 (LIVE@東京国際フォーラム ホールA 2010/3/14)
3. 24karats (LIVE@東京国際フォーラム ホールA 2010/3/14)

## カバー
SORA〜この声が届くまで〜
- GENERATIONS from EXILE TRIBE（2017年、アルバム『涙を流せないピエロは太陽も月もない空を見上げた』収録）